# Szentpály Janka
Szabó Józsefné homoródszentpáli Szentpály Janka, teljes nevén: Szentpály Johanna Karolina Erzsébet (Halmi, Ugocsa megye, 1831. március 14. – Budapest, 1908. május 5.) írónő.

## Élete
Szentpály László máramarosi főispán, országgyűlési követ és Szotovszky Klementin leánya. Keresztszülei Hám János szatmári püspök és Bethlen Karolina grófnő voltak. Egy időben Irányi Dániellel esett szerelembe, akivel leveleztek. Férjével, boczonádi Szabó József 1848–49-es honvédőrnaggyal, akit mint foglyot kísértek Munkácsról Aradra, 1851-ben ismerkedett meg. Szabót 16 évi várfogságra ítélték, azalatt leveleztek, s miután kiszabadult, 1856. augusztus 25-én egybekeltek. Férje nyugalmazott altábornagyként halt meg 1893. június 26-án Félegyházán, 69. évében, Szabóné pedig 1908. május 5-én Budapesten. Három gyermekük született, Irén, Aranka és Jenő Ákos. Aranka leányuk Beöthy Zsolt egyetemi tanár neje volt.
Tárcacikkeket írt a Pesti Naplóba és a Fővárosi Lapokba, az Egyetértésben politikai cikkeket és regényfordításokat közölt. Ő írta Magyarországon az első arcismét a svájci Johann Kaspar Lavater munkája nyomán. Művében arról ír, hogy mire lehet következtetni az arcvonások alapján.

## Munkái
- Ágnes. Történelmi. regény. Irta Homoród. Szeged, 1864
- Beszélyek. Irta Homoród. Pest, 1867
- Budapestről Párisba. Útirajz. Irta Szentpáli Janka. Budapest, 1875. Online
- A két nővér. Társadalmi regény. Irta Homoród. Budapest, 1879
- Az utolsó remete. Regény a forradalmi időből. Irta Homoród. Budapest, 1884. Két kötet.
- Ködfátyolképek. Beszélyek. Irta Homoród. Budapest, 1888
- Arczisme. Budapest, 1891. két kötet.
- Egy aradi fogoly levelezése menyasszonyával 1850-1856. Korrajz 2 kötetben. Saját leveleik után. Sajtó alá rendezte Szentpáli Janka. Budapest, 1904. I. kötet